# Panagia Chozoviotissa

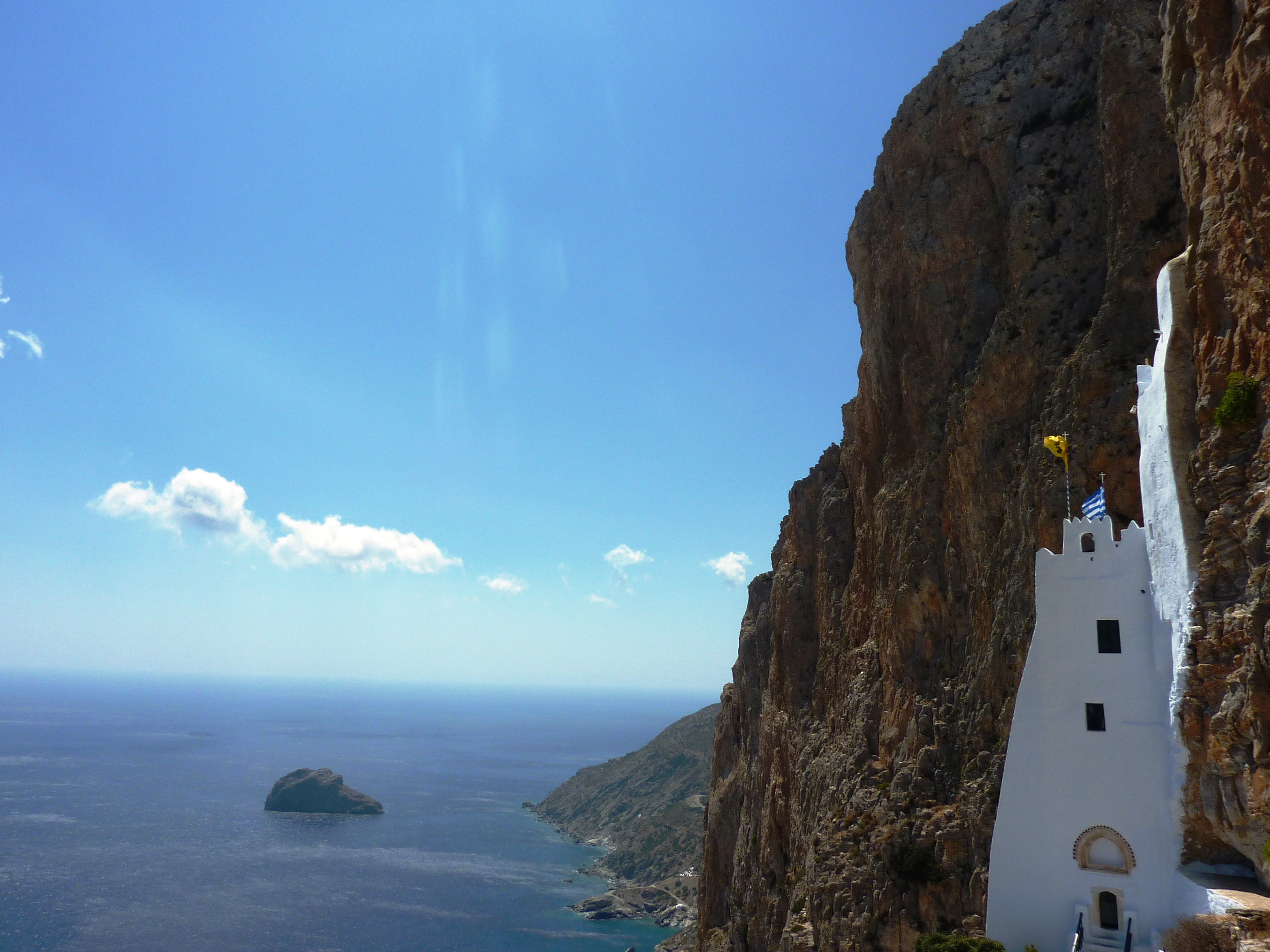
Kloster Panagia Chozoviotissa

Panagia Chozoviotissa (griechisch Παναγία Χοζοβιώτισσα) ist ein orthodoxes Felsenkloster auf der griechischen Kykladen-Insel Amorgos in der Ägäis. Es soll Anfang des 9. Jahrhunderts – im Byzantinischen Zeitalter – durch Mönche aus Palästina gegründet worden sein. Es ist das zweitälteste Kloster Griechenlands.

## Lage, Name, Bau
Das Kloster wurde auf einer Klippe errichtet, am Steilabfall des Profitis-Ilias-Gipfels, 300 m über dem Meer. Es gilt als einer der architektonisch anspruchsvollsten Klosterbauten der Ägäis, es wird häufig mit den Meteora-Klöstern verglichen.
Der Name bezieht sich auf die Jungfrau Maria von Hozeva, eine Ikone, zu deren Schutz das Kloster im Jahre 812 errichtet worden sein soll. Hozeva steht für ein Wadi in der Judäischen Wüste im Westjordanland, welches heute den Namen Wadi Qelt trägt. Dort wurde im späten 5. Jahrhundert durch Johannes von Theben das Kloster St. Georg errichtet. Nachdem es die Perser im Jahre 614 zerstört und die Mönche massakriert hatten, wurde es aufgegeben. Es war ebenso eine griechisch-orthodoxe Gründung und wurde 1878 neuerlich errichtet. Auch dieses Kloster hängt an einer senkrecht abfallenden Felswand. Die Legende stellt einen Zusammenhang zwischen der Ikone und dem byzantinischen Bilderstreit her: Im 9. Jahrhundert wurden in Jerusalem zahlreiche Ikonen zerstört, darunter auch die „dunkeläugige Maria“. Eine fromme Frau aus Hozeva soll die beiden Hälften ins Meer geworfen haben, um sie vor endgültiger Zerstörung zu retten. Eine Hälfte dieser Muttergottesikone sei in der Bucht von Agia Anna auf Amorgos an Land gespült worden, die andere Hälfte auf Patmos. Die Bevölkerung errichtete an der Fundstelle zuerst eine Kapelle, welche jedoch durch ein Kloster ersetzt werden sollte. Tag für Tag errichteten die Arbeiter, hingebungsvoll ihrer religiösen Aufgabe nachkommend, Steinmauern, um am nächsten Morgen festzustellen, dass das Werk des Vortages von unbekannten Händen zerstört worden war. Es halfen keine Gebete und keine Beschwörungen. Eines Morgens jedoch entdeckte ein Hirte, der seine Ziegen auf einem Pfad durch die Felswand führte, in 300 Meter über dem Meeresspiegel einen Meißel, der in der Felswand steckte. Er eilte ins Dorf und die Bewohner kamen zum Schluss, es sei der Wille Gottes, das Kloster dort oben zu bauen, an dem Felsabhang über der Bucht. Die Bauzeit soll achtzig Jahre betragen haben. Auch auf der Insel Patmos wurde ein Kloster errichtet. Die beiden Hälften der Ikone wurden vereint und sollen auf wundersame Weise zusammengewachsen sein. Einem anderen Narrativ zufolge sei der erste Klosterbau auf Amorgos von Piraten zerstört worden. Historisch belegt ist, dass das Kloster im 11. Jahrhundert von Kaiser Alexios I. Komnenos neu gestiftet und wieder aufgebaut wurde, nunmehr architektonisch besser zur Verteidigung konzipiert. Als Jahr der Neugründung wird 1088 angegeben, verbunden mit einer Reihe von Rechten, die der Kaiser dem Kloster einräumte. Eine silberne Statue im Kloster erinnert an den Kaiser. 

Der Bau hat eine Länge von 40 Metern und eine maximale Breite von fünf Metern. Das Gebäude verfügt über acht Ebenen, miteinander verbunden durch in den Fels gehauene Treppenhäuser. Im Inneren befinden sich byzantinische oder Spitzbögen, gebaut aus Porphyr von Milos. Das Kloster umfasst zahlreiche Zellen, Küchen, Lagerhäuser, Pressen, Zisternen und Brunnen. Der Eingang des Klosters befindet sich zehn Meter über dem Boden, der Zugang erfolgt über eine Treppe. Die Ikone Panagia Hozoviotissa und der Eisenmeißel sind permanent ausgestellt. 

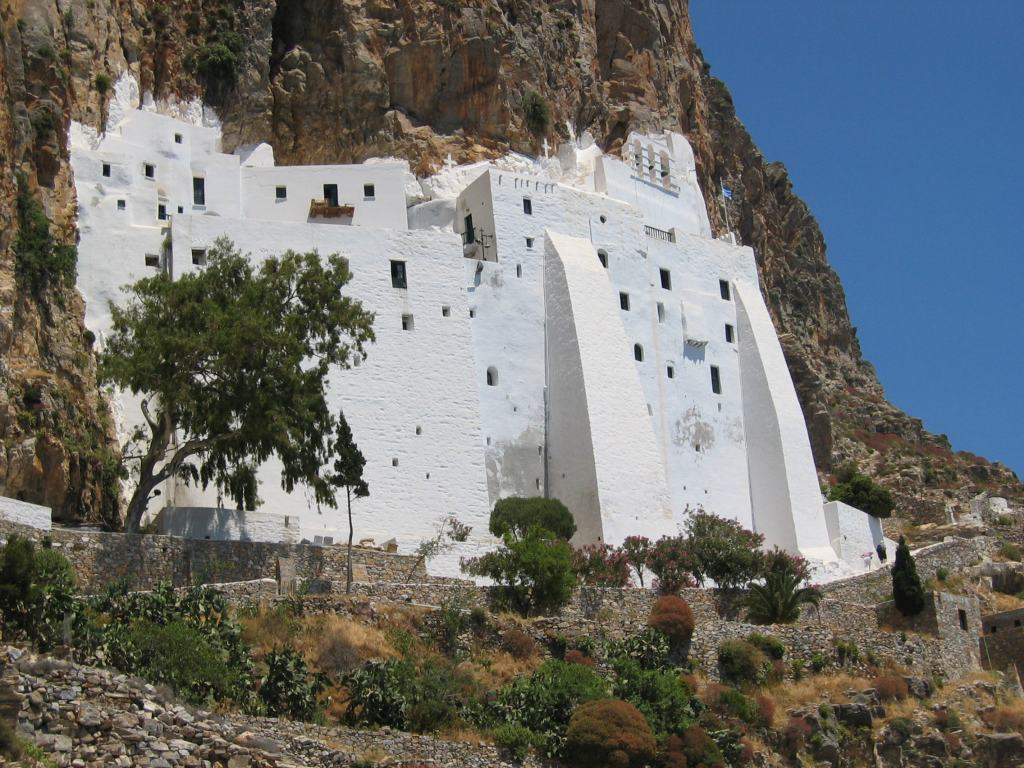
Kloster Panagia Chozoviotissa

 Das Kloster bewahrt Pergament-Handschriften des 11. bis 13. Jahrhunderts, es verfügt über wertvolle Sakralwerke. Noch bis ins 20. Jahrhundert war Chozoviotissa eines der reichsten Klöster Griechenlands. 1952 jedoch enteignete der griechische Staat des Klosters Ländereien und übertrug sie den Gemeinden.
Das Kloster hatte jahrhundertelang keinen Anstrich. Errichtet aus gleichfarbigen Steinen der Felswand, war es vom Meer aus kaum erkennbar. Die Unsichtbarkeit stellte einen wesentlichen Schutzfaktor dar – gegenüber Kolonisatoren und Piraten, die lange Zeit die Inseln der Ägäis plagten und quälten. Und selbst wenn entdeckt, war seine Lage und Architektur paradigmatisch für effektive Verteidigung. Es gab nur einen erhöhten Zugang, darüber Fensteröffnungen, aus welchen die Mönche, wenn angegriffen, Steinbrocken werfen oder heißes Öl gießen konnten. Erst seit dem Ende des 19./Anfang des 20. Jahrhunderts sind die Außenwände verputzt und weiß getüncht. Der Anstrich wird nunmehr alljährlich erneuert. Das Kloster stellt die wichtigste Sehenswürdigkeit der Insel dar. Es herrscht strenge Kleiderordnung für alle Besucher (keine kurzen Röcke oder kurzen Hosen; die Schultern sollen bedeckt sein). Panagia Hozoviotissa ist auch die Schutzpatronin der Insel. Zu ihren Ehren findet alljährlich am 20. und 21. November ein großes Fest statt, es werden traditionelle Fischgerichte zubereitet, Pasteli gereicht, eine Süßigkeit aus Sesamsamen und Honig, und Loukoumi.

## Details

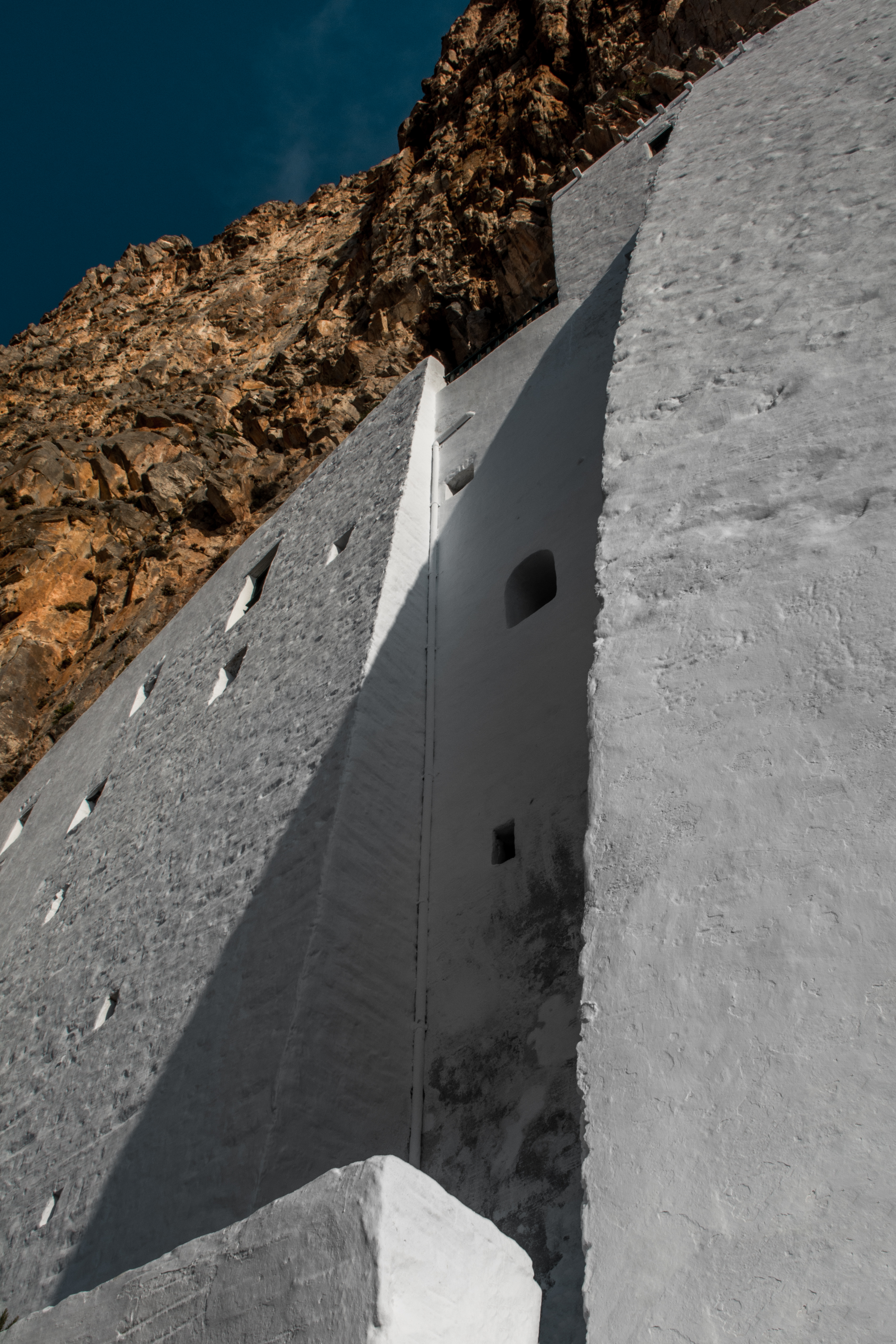
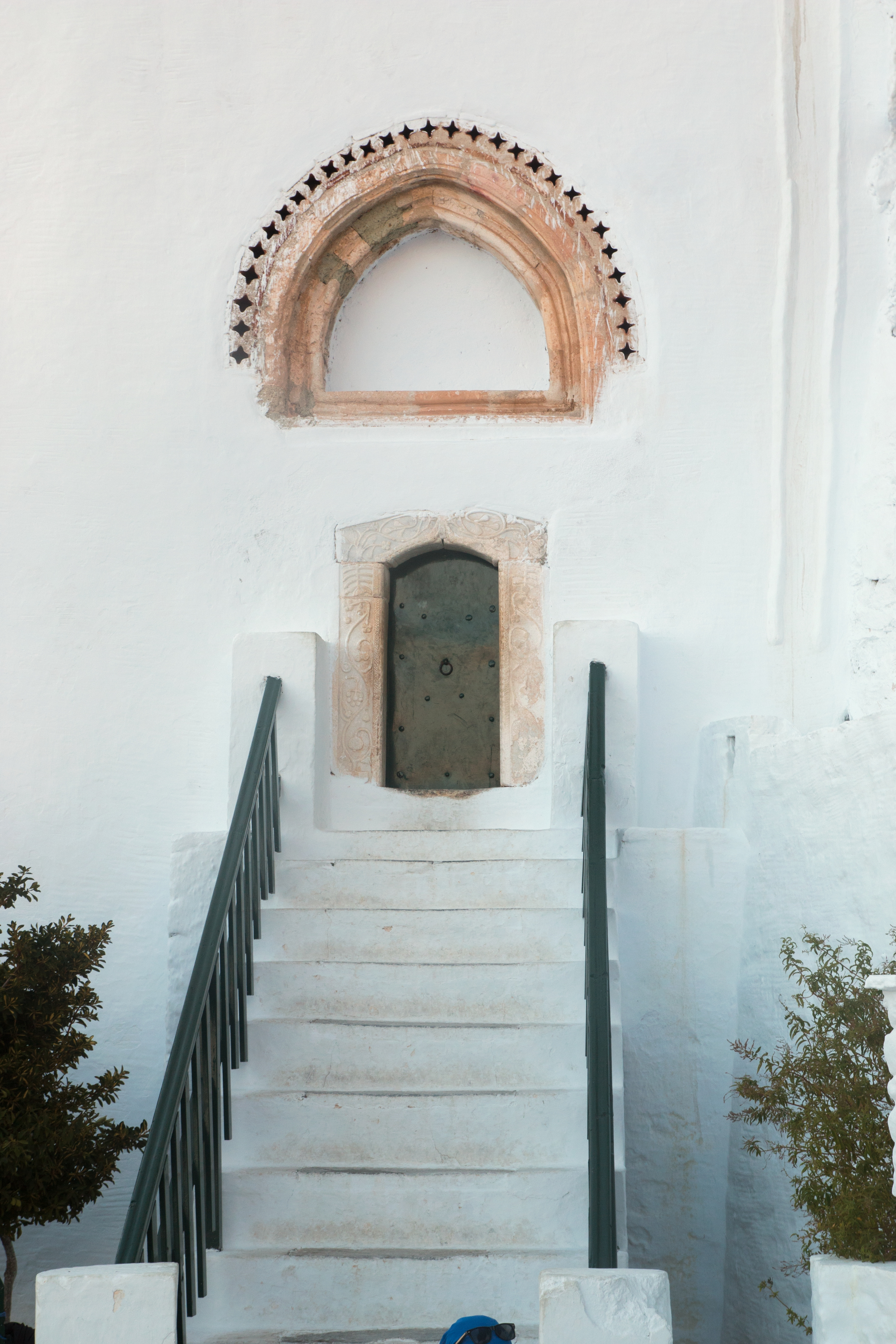
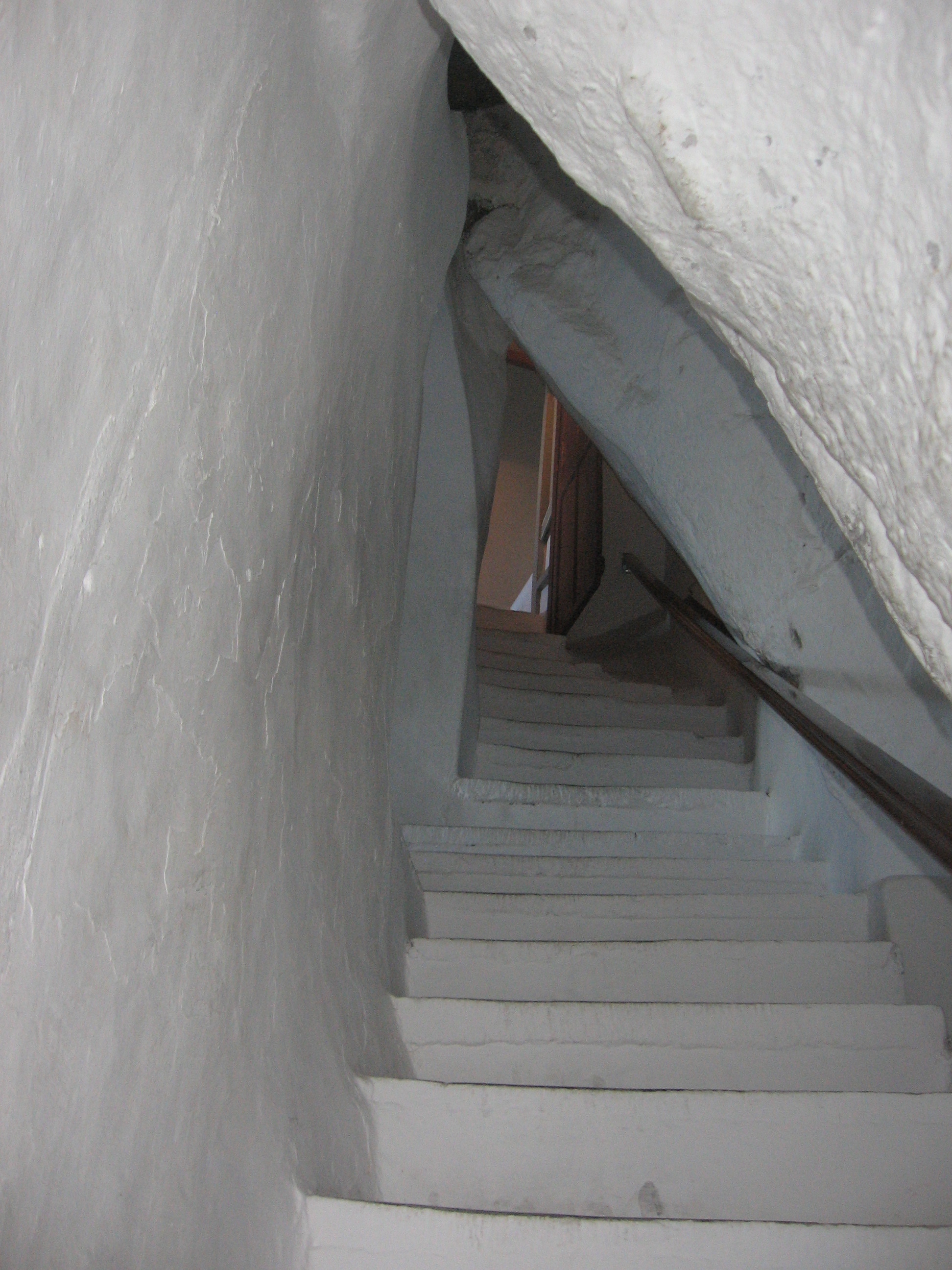
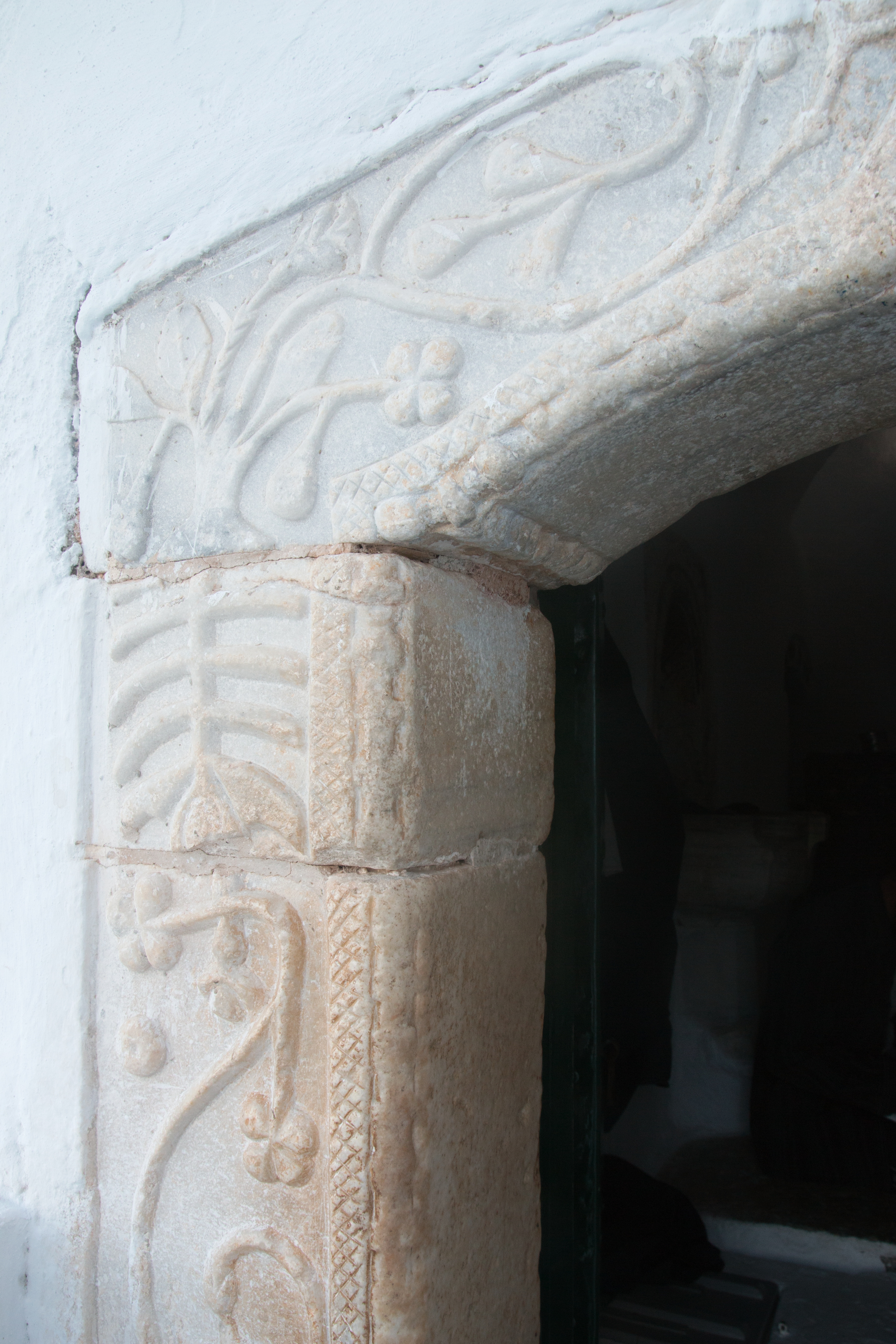
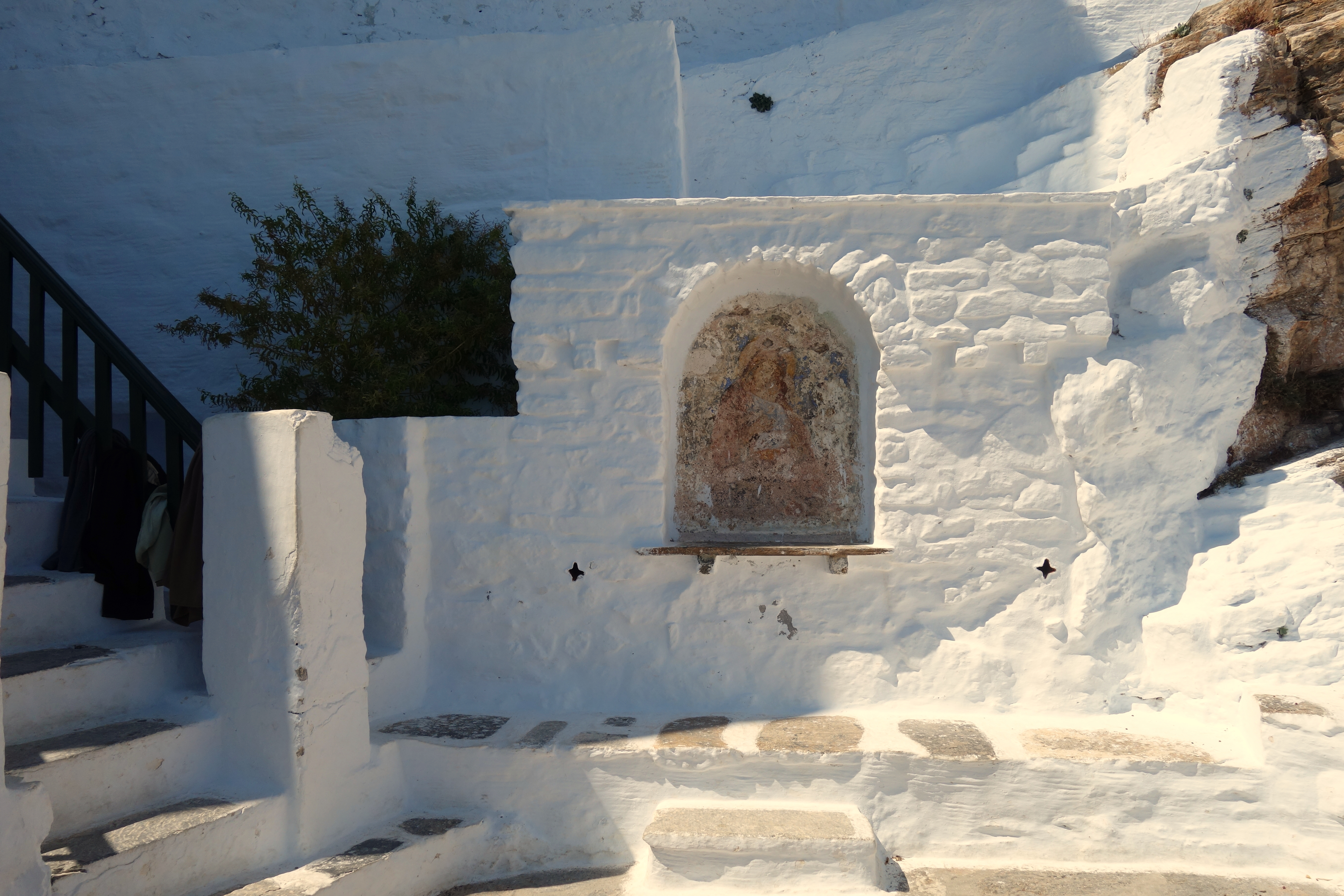

## Rezeption
Der französisch-schweizerische Architekt Le Corbusier sah das Kloster auf einer Schiffsreise durch die Ägäis. Sein Entwurf für die in den frühen 1950er Jahren errichtete Kirche Notre-Dame-du-Haut im nordostfranzösischen Ronchamp soll durch das griechische Kloster inspiriert worden sein. In den 1990er Jahren erlangte das Kloster cineastische Berühmtheit durch den Film Im Rausch der Tiefe von Luc Besson, der zu großen Teilen auf Amorgos gedreht wurde.